# Mondavio
Mondavio ist eine italienische Gemeinde mit 3627 Einwohnern (Stand 31. Dezember 2023) in der Provinz Pesaro und Urbino in den Marken.
Mondavio  ist Mitglied der Vereinigung I borghi più belli d’Italia (Die schönsten Orte Italiens).

## Geografie
Die Gemeinde liegt zwischen Ancona und Pesaro einige Kilometer vom Adriatischen Meer entfernt. Ihre Fläche beträgt 29 km².
Die Nachbargemeinden sind Colli al Metauro, Corinaldo (AN), Fratte Rosa, Monte Porzio, San Lorenzo in Campo und Terre Roveresche.

## Söhne und Töchter der Gemeinde
- Elide Melli (* 1952), Schauspielerin
- Giuseppe Paupini (1907–1992), Vatikanischer Diplomat und Kardinal